# HMS Discovery (1774)
HMS Discovery – jeden z dwóch okrętów (drugim, flagowym, był HMS „Resolution”) biorących udział w trzeciej wyprawie badawczej dowodzonej przez kapitana Jamesa Cooka, odbywającej się w latach 1776-1780.
Podobnie jak wszystkie poprzednie okręty z wcześniejszych dwóch wypraw Cooka („Endeavour”, „Resolution” i „Adventure”), zakupiony przez Admiralicję, za radą samego Cooka, „Discovery”, zbudowany został w stoczni w Whitby w 1774 roku, czyli na około dwa lata przed wspomnianą wyżej wyprawą. Statek – pierwotnie noszący nazwę „Diligence” – zbudowała stocznia G. & N. Langborn dla armatora Williama Herberta, od którego z kolei, w 1775 roku (niektóre źródła podają, że w styczniu 1776 roku) zakupiła go brytyjska Admiralicja. Łączny koszt zakupu i przebudowy wyniósł 2 415 funtów.
Przed przebudową „Diligence”/„Discovery” był brygiem o ładowności 299 ton. Po przebudowie powstała fregata. Jej dowódcą został – weteran wypraw kapitana Cooka – Charles Clerke. To z jego powodu HMS „Discovery” nie wypłynął 12 lipca 1776 roku z portu w Plymouth razem z HMS „Resolution”. Clerke w tym czasie odsiadywał wyrok więzienia za długi swojego brata. „Discovery” z Clerke na pokładzie wypłynął z Anglii dopiero 1 sierpnia, a dogonił „Resolution” w Kapsztadzie, do którego portu wpłynął 10 listopada 1776 roku. Po kilkutygodniowym postoju, podczas którego okręt – podobnie jak wcześniej „Resolution” – został uszczelniony, 1 grudnia 1776 roku obie jednostki obrały kurs na Pacyfik, docierając 26 stycznia 1777 roku do Zatoki Adventure na Tasmanii. Potem okręty skierowały się na Nową Zelandię, dalej na Mangaię (Wyspy Cooka), Tonga, i dopłynęły do Tahiti 12 sierpnia 1777 roku. Stamtąd, 7 grudnia, wyruszyły na północ, 18 stycznia 1778 roku dopływając i odkrywając Hawaje. 2 lutego „Discovery” i „Resolution” wypłynęły z Hawajów i rozpoczęły swoją właściwą misję, jaką miało być znalezienie Przejścia Północno-Zachodniego.
Misja poszukiwania Przejścia Północno-Zachodniego zakończyła się niepowodzeniem i 24 października 1778 roku okręty Cooka zawróciły w stronę Hawajów, gdzie dotarły 26 listopada 1778 roku. W lutym 1779 roku, Cook postanowił ponownie wypłynąć na poszukiwania Przejścia Północno-Zachodniego. „Resolution” i „Discovery” opuściły Hawaje, ale zostały zmuszone do zawrócenia po tym, gdy wkrótce po wypłynięciu z Hawajów złamał się jeden z masztów „Resolution”. 14 lutego 1779 roku, w trakcie potyczki z tubylcami, zginął kapitan Cook. Dowodzenie całością wyprawy objął Charles Clerke, który tym samym przeniósł się na HMS „Resolution”, przekazując, od 15 lutego 1779 roku, dowodzenie „Discovery” Johnowi Gore. Oba okręty ponownie wypłynęły w poszukiwaniu Przejścia Północno-Zachodniego. I ponownie misja okazała się nieudana – po próbie przebycia Cieśniny Beringa, okręty zawróciły i skierowały się do Pietropawłowska Kamczackiego. W drodze do tego portu, 22 sierpnia 1779 roku, na pokładzie „Resolution” zmarł na gruźlicę (której nabawił się w więzieniu, odsiadując przed wyprawą wyrok za długi brata) dowodzący wyprawą Clerke. Tym samym ponownie nastąpiły zmiany w łańcuchu dowodzenia. Nowym dowódcą wyprawy został dotychczasowy dowódca „Discovery”, John Gore. A od 23 sierpnia dowódcą „Discovery” został James King. Z powodu nieudanych prób znalezienia przejścia oraz śmierci poprzednich dowódców wyprawy, Cooka i Clerke’a, postanowiono wracać do Anglii. Podczas powrotu, tuż przed końcem wyprawy, sztorm zepchnął okręty z kursu do Anglii tak daleko na północ, że dopłynęły we wrześniu 1780 roku do Stromness na Orkadach. Tam James King zdał dowództwo HMS „Discovery” i wyruszył w podróż do Londynu, zawożąc dokumenty dotyczące wyprawy oraz mapy zbadanych obszarów do Admiralicji. W ten sposób okręt dostał czwartego z kolei podczas tej wyprawy dowódcę – Jamesa Burneya, który dowodził nim aż do wpłynięcia „Resolution” i „Discovery” do portu w Sheerness (hrabstwo Kent) i oficjalnego zakończenia wyprawy 4 października 1780 roku.
Po zakończeniu wyprawy, „Discovery” został skierowany do stoczni Woolwich, gdzie przebudowano go na statek transportowy i w takiej roli służył pomiędzy grudniem 1780 a majem 1781 roku. 
W październiku 1797 roku został rozebrany w stoczni Royal Navy Chatham.

## Dowódcy HMS „Discovery”
- Charles Clerke - 10 lutego 1776[5] – 14 lutego 1779[4]
- John Gore - 15 lutego 1779[5] – 22 sierpnia 1779
- James King - 23 sierpnia 1779[5] – wrzesień 1780[4]
- James Burney - wrzesień 1780 – 4 października 1780[4]

Podczas wyprawy kapitana Cooka, załoga „Discovery” składała się z 70 osób: trzech oficerów, 55 członków załogi, 11 żołnierzy piechoty morskiej oraz jednego cywila.  
Na pokładzie HMS „Discovery” podczas ostatniej wyprawy kapitana Cooka służył jako midszypmen George Vancouver. Służył on później również jako pierwszy oficer na kolejnym okręcie nazwanym – na cześć „Discovery” kapitana Cooka – HMS „Discovery”, a potem dowodził nim podczas swojej wyprawy badawczej latach 1791-1795.